# Шушунова Олена Львівна
Шушунова Олена Львівна (рос. Еле́на Льво́вна Шушуно́ва; нар.23 травня 1969, Ленінград, СРСР — 16 серпня 2018, Санкт-Петербург, Росія) — видатна радянська гімнастка, дворазова олімпійська чемпіонка, багаторазова чемпіонка світу та Європи. 1991 року закінчила Державний інститут фізичної культури імені П. Ф. Лесгафта.
На честь Олени Шушунової в спортивній гімнастиці названо елемент (стрибок угору з перемахом ноги нарізно в упор лежачи. Уперше виконаний Оленою Шушунова 1988 року), який радянська спортсменка виконала вперше в історії під час виконання вільних вправ («стрибок Шушунової»).
Раптово померла у віці 49 років від ускладнень після перенесеної пневмонії . 